# Ursula Böttcher

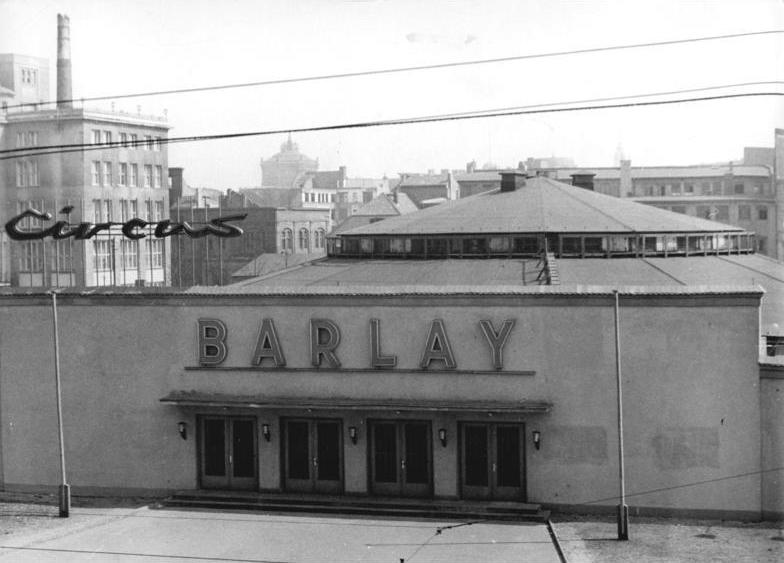
Cirkus Barlay där Böttcher började 1955

Ursula Blütchen Böttcher, född 6 juni 1927 i Dresden, död 3 mars 2010 i Dresden, var en berömd tysk cirkusartist och djurtämjare i mitten och slutet på 1900-talet. Böttcher blev känd för sina dressyrnummer med isbjörnar.

## Biografi
Böttcher föddes i Dresden, efter skolan började hon först arbeta som telegrambud. I hemstaden kom hon i kontakt med cirkuslivet då "Zirkus Sarrasani" besökte staden. 1952 började hon som städare vid "Zirkus Busch" där hon sedan började träna med djur, samma år gifte hon sig med djurtämjaren Erich Böttcher. 1954 debuterade hon som åsneryttare. Den 9 juli 1955 debuterade hon vid "Zirkus Barlay" med ett lejonnummer.
1961 började hon vid "Staatszirkus der DDR", 1963 debuterade hon med sitt isbjörnsnummer om 10 björnar.
Böttcher turnerade även internationellt, bl.a. i Frankrike, Grekland, Italien, Spanien och Ungern och 1985 i Japan och 1975-1981 i USA.
Huvudnumret i hennes föreställning var när hon avslutade framträdandet med ”Dödskyssen” då hon matade isbjörnen med en matbit direkt från hennes mun.
I samband med återföreningen mellan Västtyskland och Östtyskland lades cirkusen ned 1999, isbjörnarna såldes till olika djurparker. En björn (Tosca) flyttades till Berlins zoo, 2006 födde hon Knut.
Böttcher erhöll en rad utmärkelser och priser, bl.a. 1976 cirkusvärldens Oscar och 1983 Price Nice-Martin, 1978 hedrades hon med ett minnesfrimärke.
Den 1 augusti 1999 höll Böttcher sitt avskedsframträdande vid "Zirkus Busch" i Dresden, samma år utkom hennes självbiografi Kleine Frau – Bärenstark . 
Böttcher dog 2010 på ett sjukhus i Dresden efter en kort tids sjukdom, hennes aska ströddes till havs.